# Timana stramineata
Timana stramineata là một loài bướm đêm trong họ Geometridae.